# Melanocharis
Melanocharis (bessenpikkers) een geslacht van zangvogels uit de familie Melanocharitidae.

## Soorten
Het geslacht kent de volgende soorten:
- Melanocharis arfakiana  – Arfakbessenpikker
- Melanocharis citreola  – Satijnbessenpikker
- Melanocharis longicauda  – Geelpluimbessenpikker
- Melanocharis nigra  – Zwarte bessenpikker
- Melanocharis striativentris  – Gestreepte bessenpikker
- Melanocharis versteri  – Versters bessenpikker